# 山本亜希子 (ピアニスト)
山本 亜希子（やまもと あきこ）は、日本のピアニスト。

## 略歴
福岡県宗像市に産まれる。
桐朋女子高等学校音楽科、桐朋学園大学、同大学研究科を卒業。2007年6月にチャイコフスキー記念国立モスクワ音楽院研究科を修了し、活動の拠点をパリに移す。

## 賞歴
- 2002年 第57回ジュネーブ国際音楽コンクール第2位入賞[1]
- 2003年 第24回霧島国際音楽祭にて霧島国際音楽祭賞受賞[1]
- 2004年 第14回ピアニストと歌手のためのローベルト・シューマン国際コンクール優勝、ゴールドメダル受賞[1]
- 2007年 第13回チャイコフスキー国際コンクール セミファイナリスト（日本人としては唯一）[1]
- 2009年 第32回ヴィットリオ・グイ国際室内楽コンクール第3位入賞（ヴァイオリンの矢野玲子とのデュオ）

## 参加アルバム
- 『ブラームス:弦楽四重奏曲第1番、ピアノ五重奏曲』（エベーヌ四重奏団、2009年、Virginクラシック）（日本盤：2015年、ワーナーミュージック・ジャパン）
- 『ラフマニノフ:悲しみの三重奏曲』（田中綾子、オフェリー・ガイヤール、2017年、CICクラシック）